# 퀴즈주부대학
《퀴즈주부대학》은 KBS 2TV에서 하는 퀴즈프로그램이다. 기획 의도는 주부들을 위한 퀴즈프로그램이다.

## 진행자
- 임성훈
- 장윤정